# Jamaicaans curlingteam (mannen)
Het Jamaicaans curlingteam vertegenwoordigt Jamaica in internationale curlingwedstrijden.

## Geschiedenis
Curling Jamaica werd in 2022 opgericht. Het nationale mannenteam debuteerde twee jaar later op het mondiale curlingtoneel tijdens de derde editie van het pan-continentaal kampioenschap. Jamaica werd vertegenwoordigd door een team onder leiding van skip Ian Robertson. Jamaica haalde de play-offs van de B-divisie, maar wist geen promotie naar de hoogste afdeling af te dwingen.

## Jamaica op het pan-continentaal kampioenschap
| Jaar | Plaats        | Skip          | WG            | W             | V             | PV            | PT            |
| ---- | ------------- | ------------- | ------------- | ------------- | ------------- | ------------- | ------------- |
| 2022 | Geen deelname | Geen deelname | Geen deelname | Geen deelname | Geen deelname | Geen deelname | Geen deelname |
| 2023 | Geen deelname | Geen deelname | Geen deelname | Geen deelname | Geen deelname | Geen deelname | Geen deelname |
| 2024 | 12            | Ian Robertson | 12            | 8             | 4             | 93            | 66            |

Andorra · Australië · België · Bosnië en Herzegovina · Brazilië · Bulgarije · Canada · China · Chinees Taipei · Denemarken · Duitsland · Engeland · Estland · Filipijnen · Finland · Frankrijk · Georgië · Griekenland · Groot-Brittannië · Guyana · Hongarije · Hongkong · Ierland · IJsland · India · Israël · Italië · Jamaica · Japan · Kazachstan · Kenia · Kirgizië · Kroatië · Letland · Liechtenstein · Litouwen · Luxemburg · Mexico · Nederland · Nieuw-Zeeland · Nigeria · Noorwegen · Oekraïne · Oostenrijk · Polen · Portugal · Puerto Rico · Qatar · Roemenië · Rusland · Saoedi-Arabië · Schotland · Servië · Slovenië · Slowakije · Spanje · Thailand · Tsjechië · Tsjecho-Slowakije · Turkije · Verenigde Staten · Wales · Wit-Rusland · Zuid-Korea · Zweden · Zwitserland